# Aleksej Sjved

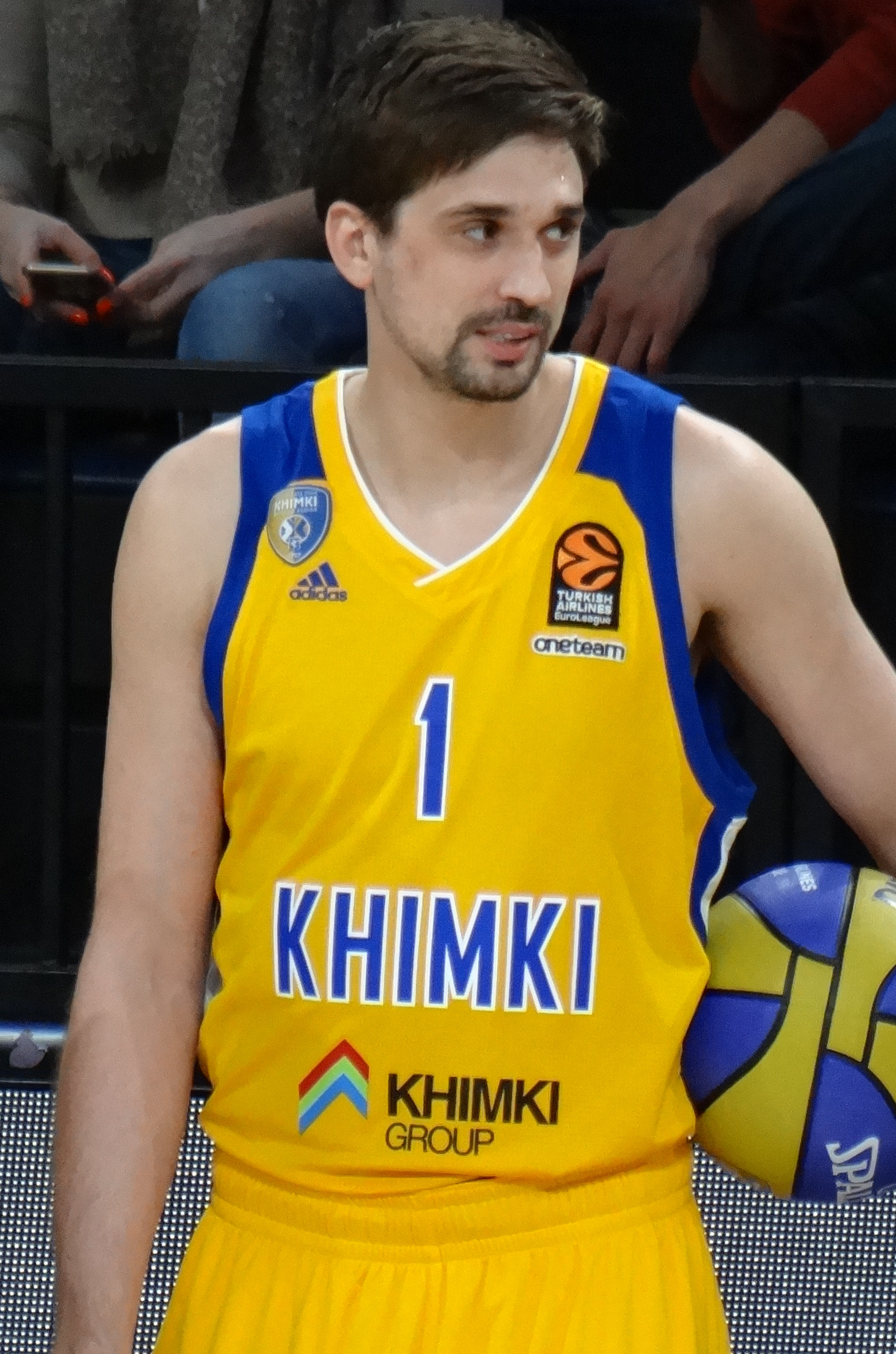
Aleksej Sjved 2018.

Aleksej Viktorovitj Sjved (ryska: Алексе́й Ви́кторович Швед), född 16 december 1988 i Belgorod i Ryssland, är en rysk basketspelare. Han spelar för Minnesota Timberwolves i NBA.

## Landslagsspel
Aleksej Sjved tog OS-brons i herrbasket vid olympiska sommarspelen 2012 i London.